# Rhona Brankin

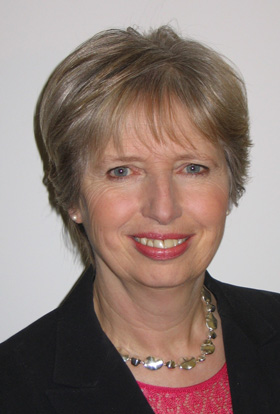
Rhona Brankin

Rhona Brankin (* 19. Januar 1950) ist eine schottische Politikerin und Mitglied der Scottish National Party (SNP).
Bei den Schottischen Parlamentswahlen 1999, 2003 und 2007 gewann sie jeweils das Direktmandat im Wahlkreis Midlothian und zog in das Schottische Parlament ein. Im Juli 2010 verkündete Brankin, sich nicht mehr zur Wahl zu stellen.

## Leben
Brankin besuchte die Jordanhill College School in Glasgow sowie die Universität Aberdeen, die sie mit einem Bachelor für das Lehramt in Geschichte und Politik abschloss. Am Moray House College of Education in Edinburgh erhielt Brankin anschließend eine Ausbildung als Grundschullehrerin. In den folgenden Jahren besetzte sie verschiedene Posten als Lehrerin.
Zwischen 1999 und 2011 gewann Brankin das Direktmandat ihres Wahlkreises Midlothian, der im Zuge der Revision der Wahlkreise im Jahre 2011 aufgelöst wurde, sodass es keinen direkten Nachfolger gibt. Im Schottischen Parlament bekleidete sie verschiedene Posten als Staatssekretärin, unter anderem für Kultur, Entwicklung, Umwelt und Gesundheit.
Rhona Brankin ist verheiratet und hat zwei erwachsene Töchter.